# Untermaubach
Untermaubach is een plaats in de Duitse gemeente Kreuzau, deelstaat Noordrijn-Westfalen, en telt 1203 inwoners (2007).
Het dorp heeft een klein station aan de spoorlijn Düren-Heimbach en haltes van de stadsbus van Düren.

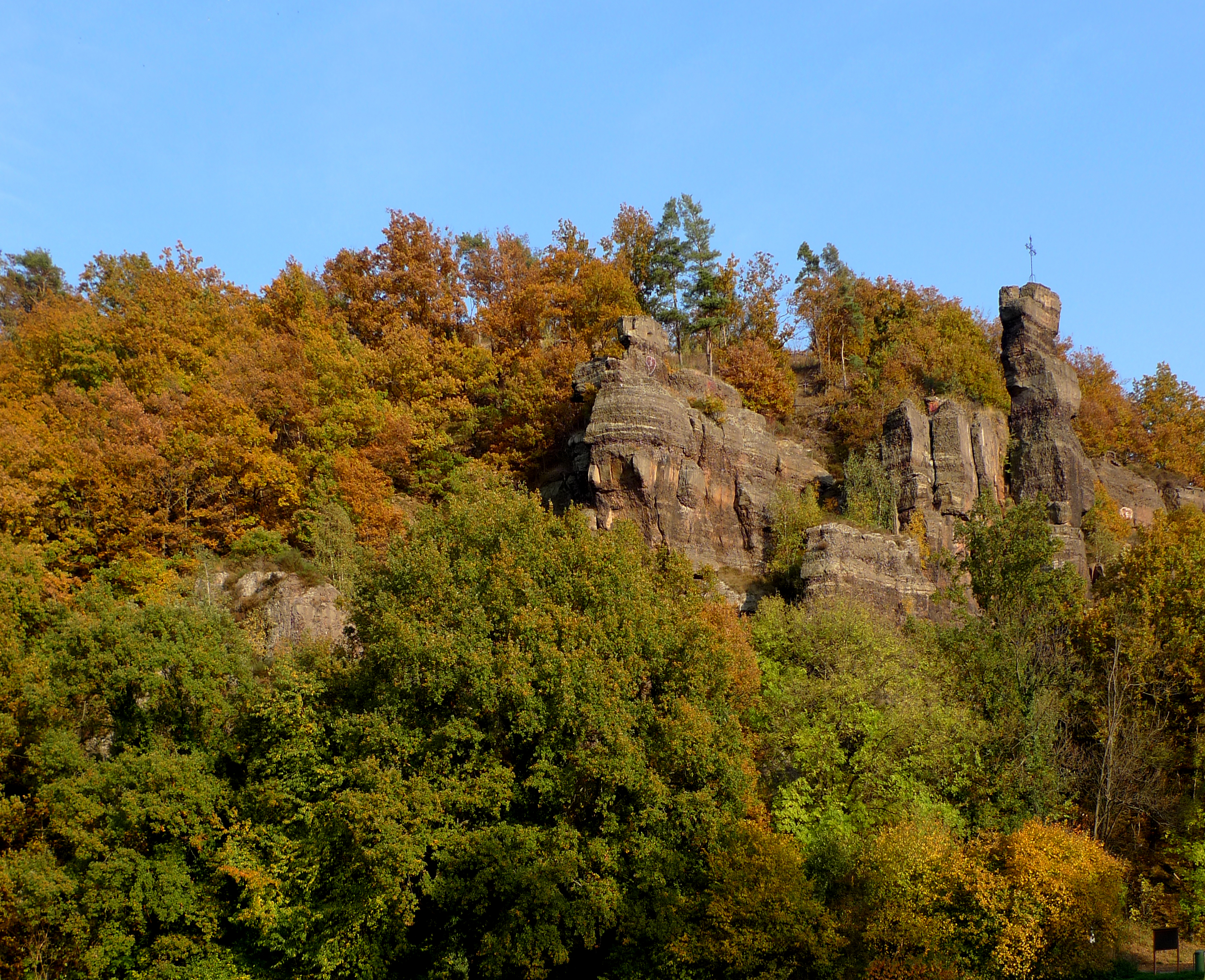
Het rotsmassief Hochkoppel,dicht bij de papierfabriek
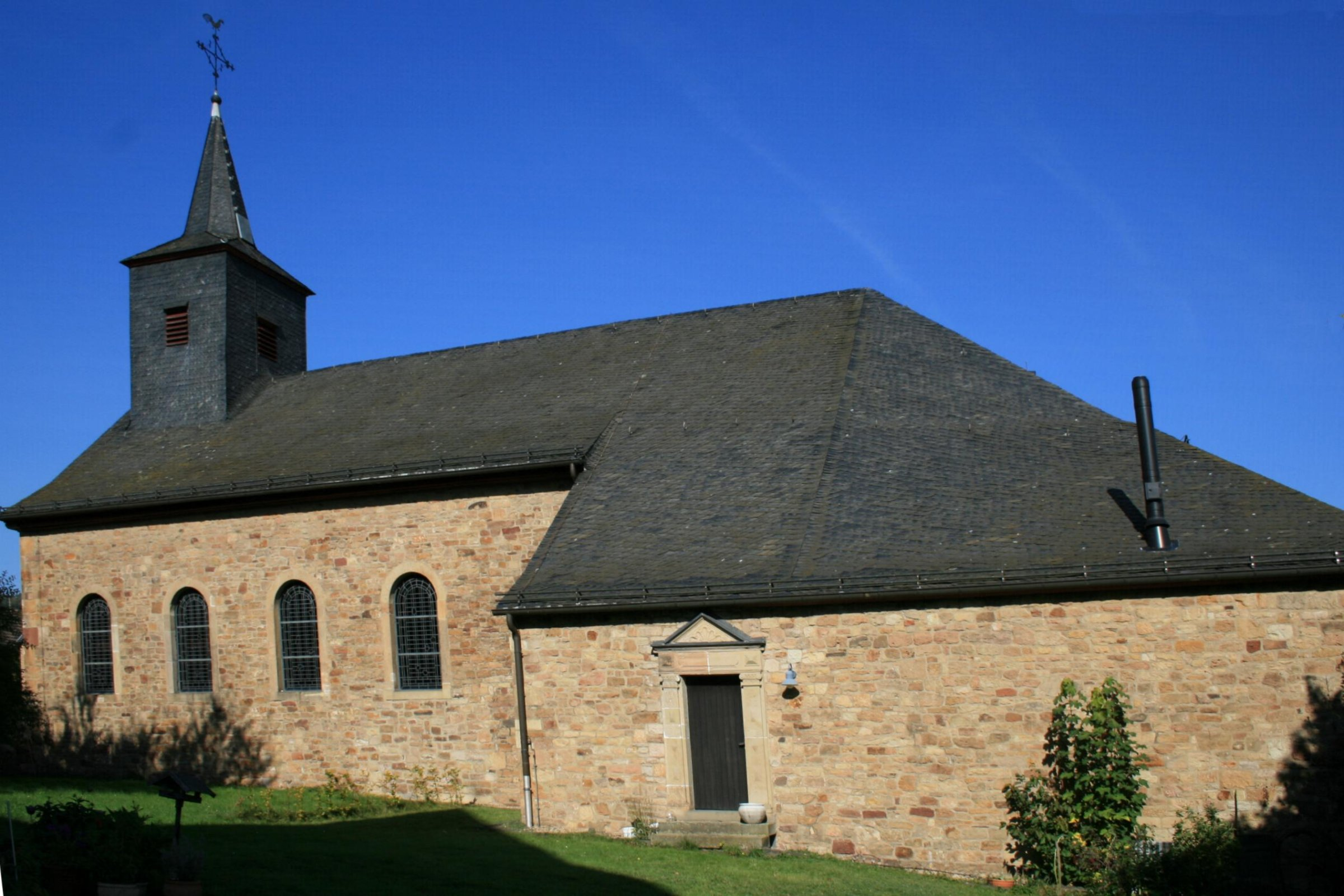
St. Brigida-kerkje (1816; renovaties in 1834, 1949 en 1976)
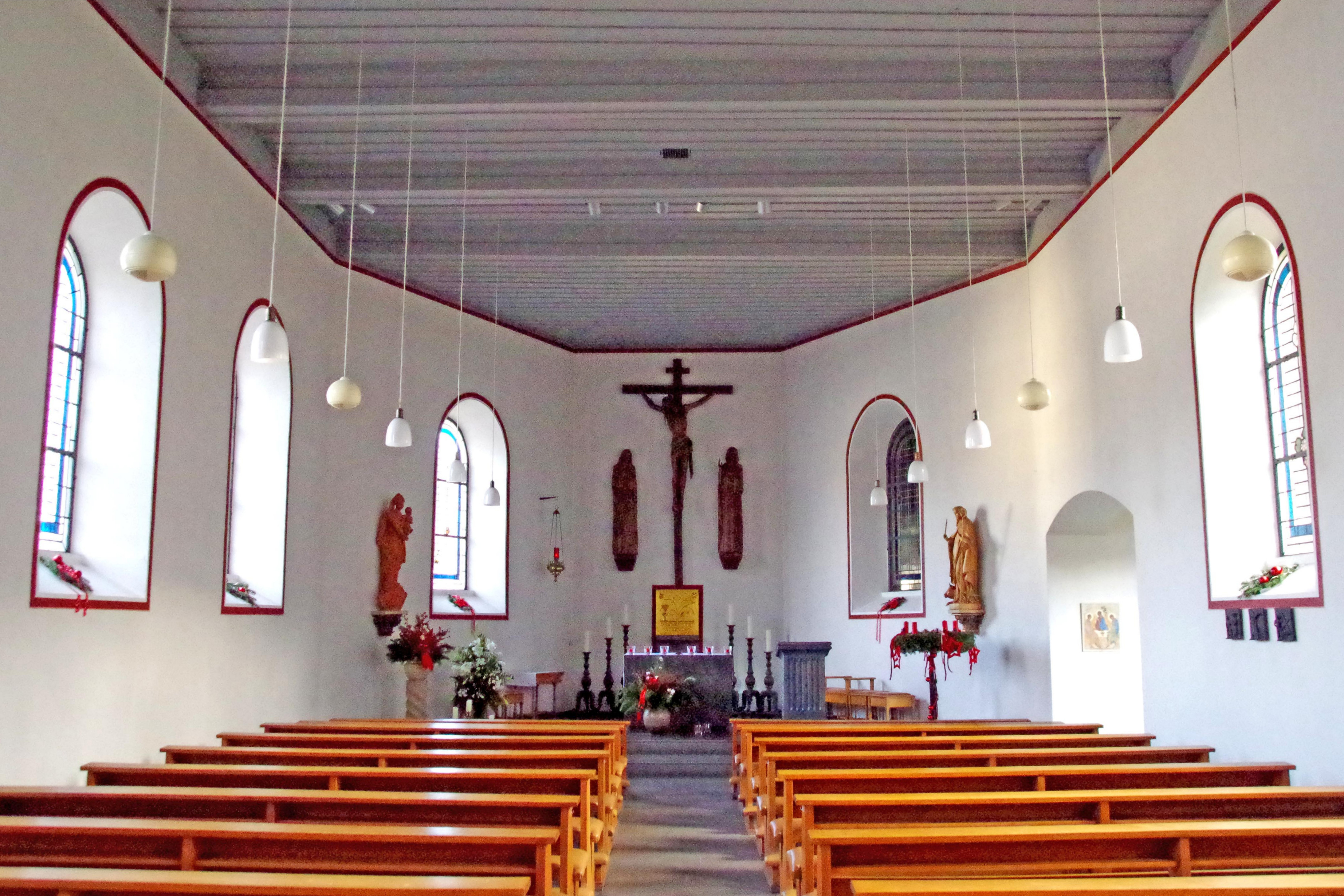
Interieur van deze kerk

Bij het dorp staat kasteel Maubach of Untermaubach, dat uit 1350 dateert, in 1717 ingrijpend verbouwd werd en na oorlogsschade uit de Tweede Wereldoorlog (ten gevolge van de Slag om het Hürtgenwald) in de periode tot 1974 ingrijpend werd gerestaureerd. Het kasteel wordt bewoond door leden van het adellijke geslacht Von Spee en is niet voor het publiek toegankelijk.
Een groot concern uit Espoo in Finland exploiteert in Untermaubach een fabriek van toiletpapier, papieren servetjes etc. Oorspronkelijk (in de 18e en 19e eeuw) stond hier, onder het rotsmassief Hochkoppel, een watermolen op de Rur, die een papiermolen aandreef.